# Alcalá de Guadaíra
Alcalá de Guadaíra is een gemeente in de Spaanse provincie Sevilla in de regio Andalusië met een oppervlakte van 285 km². In 2007 telde Alcalá de Guadaíra 66.089 inwoners.
De stad ligt 15 km ten zuidoosten van de provinciehoofdstad Sevilla.

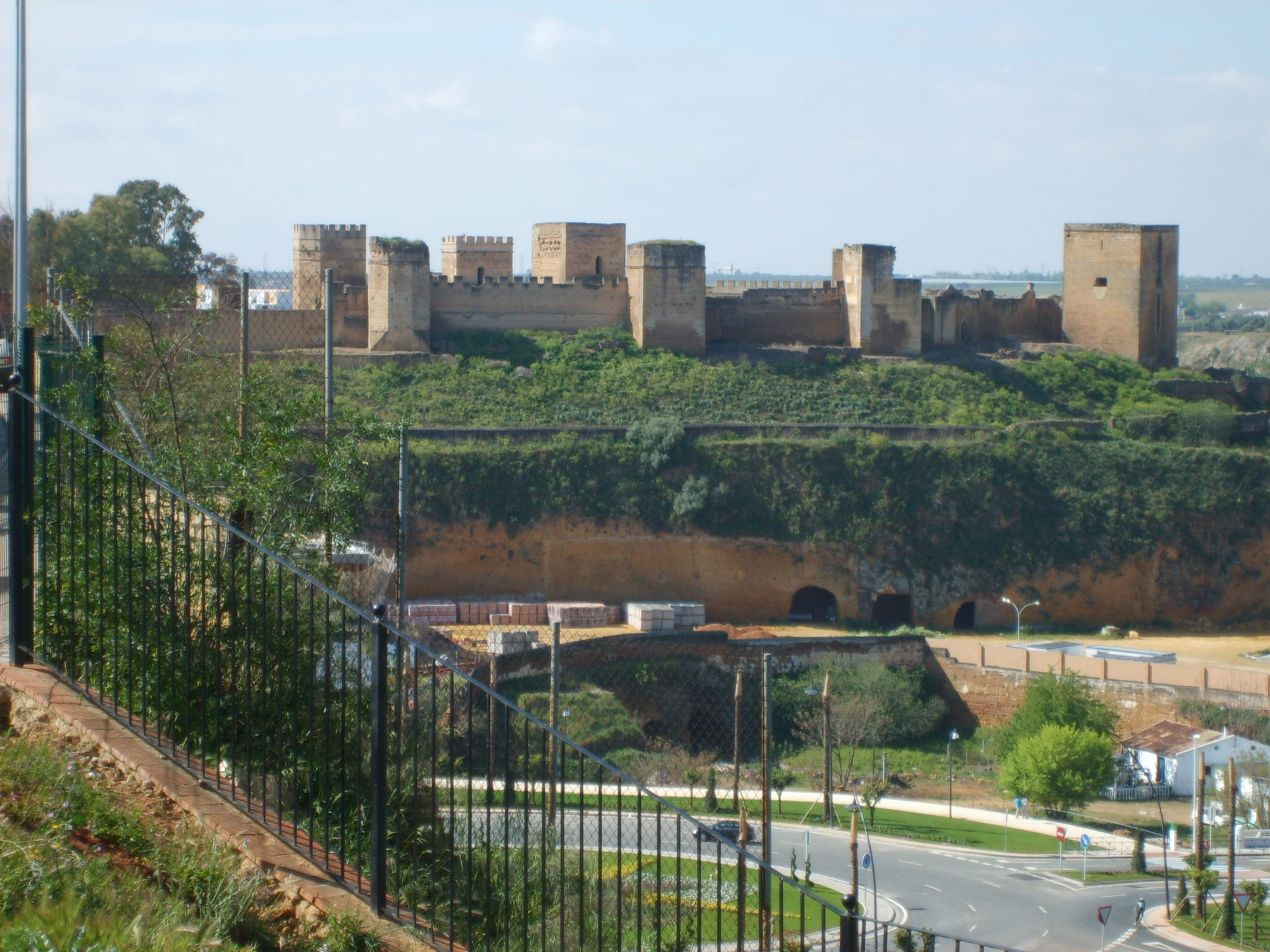
Kasteel van Alcalá

## Demografische ontwikkeling
Bron: INE; 1857-2011: volkstellingen